# Cate Blanchett

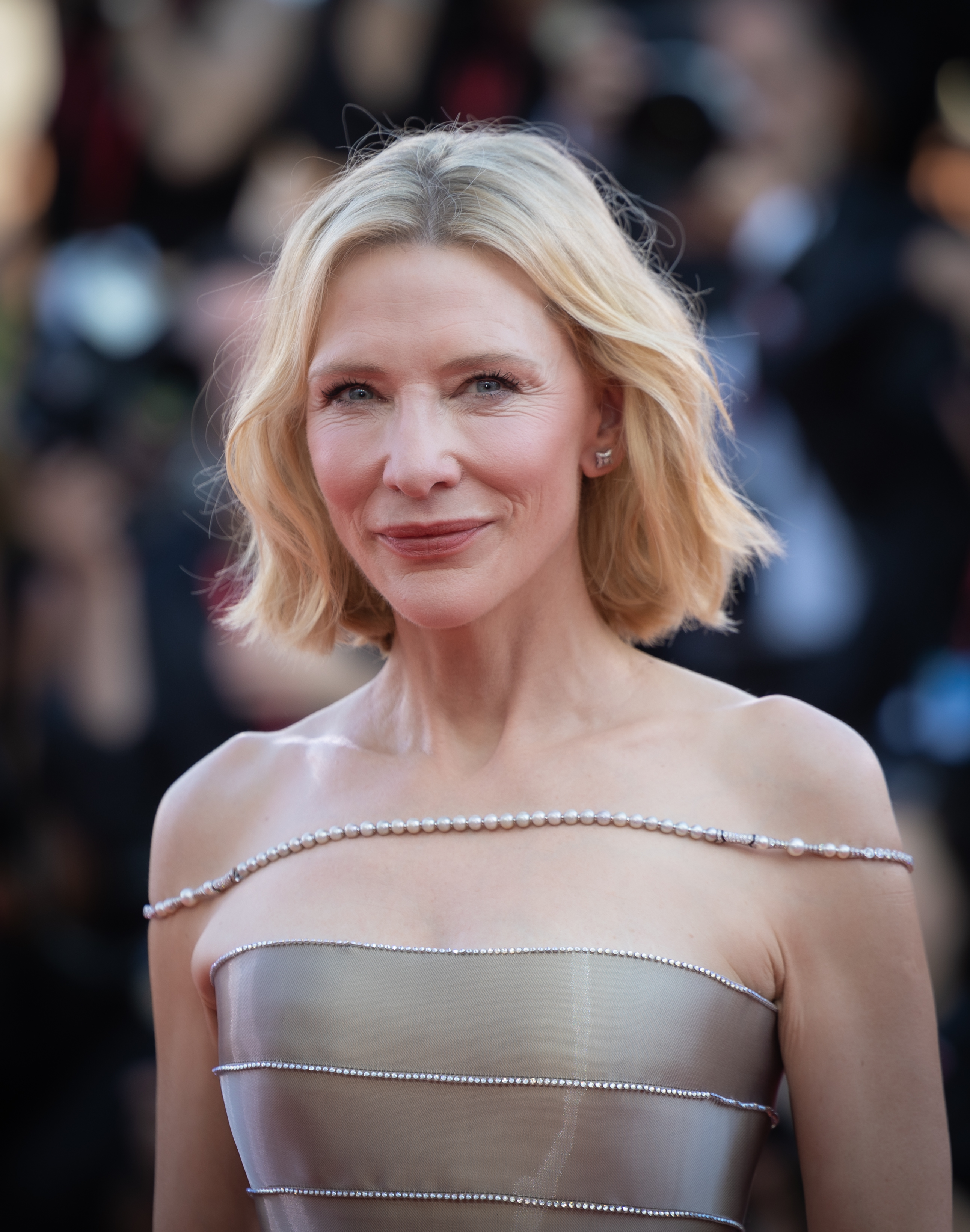
Cate Blanchett, 2024

Catherine „Cate“ Élise Blanchett ['blænʧət] AC (* 14. Mai 1969 in Melbourne) ist eine australisch-US-amerikanische Schauspielerin. Seit Beginn der 1990er Jahre war sie in mehr als 70 Film- und Fernsehproduktionen zu sehen. Nach ihrer preisgekrönten Titelrolle in dem Historienfilm Elizabeth (1998) stieg sie zu den führenden Charakterdarstellerinnen Hollywoods auf. Sie wurde mit über 150 internationalen Film- und Festivalpreisen geehrt. Für ihre Darstellung der Katharine Hepburn in Martin Scorseses Filmbiografie Aviator (2004) erhielt sie den Oscar als beste Nebendarstellerin und für ihre Rolle im Woody-Allen-Film Blue Jasmine (2013) den Oscar als beste Hauptdarstellerin.
Daneben tritt Blanchett auch als Theaterschauspielerin in Erscheinung. Von 2008 bis 2015 führten sie und ihr Ehemann Andrew Upton die australische Sydney Theatre Company (STC) als künstlerische Leiter.

## Leben
Blanchett wurde als zweites von drei Kindern einer Melbourner Lehrerin und eines texanischen Chief Petty Officers geboren. Ihr älterer Bruder Bob wurde 1968, ihre jüngere Schwester Genevieve 1971 geboren. Die Australierin hat englische, schottische und französische Wurzeln und besitzt durch ihren Vater auch die US-amerikanische Staatsbürgerschaft. Ihr Vater starb an einem Herzinfarkt, als sie zehn Jahre alt war. Fortan musste die Mutter die drei Halbwaisen allein großziehen.
Zunächst studierte sie Wirtschaftswissenschaften und Kunst an der University of Melbourne. Während eines Urlaubsaufenthaltes in Ägypten wurde sie für eine kleine Rolle als Tänzerin in einer lokalen Filmproduktion angeworben, verließ die Produktion jedoch vorzeitig. Da sie sich für ihr Studium an der Universität nicht begeistern konnte, brach sie dieses ab, um eine Ausbildung zur Schauspielerin zu beginnen.
Kurz nach ihrem Abschluss am National Institute of Dramatic Art (NIDA) in Sydney erhielt sie Auszeichnungen für ihre darstellerische Arbeit auf der Bühne. So war sie 1993 die erste Schauspielerin, die in Sydney einen begehrten Kritikerpreis als bestes Talent wie auch als beste Schauspielerin bekam. Parallel zu ihrer Theaterarbeit trat sie erfolgreich in australischen Fernsehserien auf. Ihr erster Kinofilm war 1997 Paradise Road, in dem sie an der Seite von Glenn Close und Frances McDormand eine Kriegsgefangene in einem japanischen Lager auf Sumatra während des Zweiten Weltkriegs spielte.
Ihren Durchbruch hatte Blanchett 1998 mit der Darstellung von Königin Elisabeth I. von England im Film Elizabeth, für die sie einen Golden Globe, die erste Oscar-Nominierung und den London Critics Circle Film Award als beste Schauspielerin erhielt. Sie spielte 2001 in Tom Tykwers Heaven, übernahm im selben Jahr die Rolle der Elbenherrscherin Galadriel in den Verfilmungen von Der Herr der Ringe und erhielt Auszeichnungen für die Titelrollen in Die Liebe der Charlotte Gray (2001) und Die Journalistin (2003). 2004 spielte sie Katharine Hepburn in Aviator unter der Regie von Martin Scorsese; sie wurde für diese Darstellung für einen Golden Globe nominiert und gewann den Oscar als beste Nebendarstellerin.
Im Frühjahr 2006 gab die in den Vereinigten Staaten bis dahin nur als Filmschauspielerin bekannte Blanchett auch dort ihr erfolgreiches Bühnendebüt an der Brooklyn Academy of Music als Henrik Ibsens Hedda Gabler mit der Sydney Theatre Company.
Ebenfalls 2006 trat sie in dem unter der Regie von Alejandro González Iñárritu entstandenen und von der Kritik vielfach als Meisterwerk gefeierten sowie mit einem Golden Globe als bester Film ausgezeichneten Babel auf. Im selben Jahr spielte sie an der Seite von George Clooney in Steven Soderberghs The Good German „eine perfekte Femme fatale“. Und schließlich erhielt sie 2006 auch selbst eine Golden-Globe- und Oscar-Nominierung als Nebendarstellerin für ihre Rolle in dem Psychodrama Tagebuch eines Skandals. Blanchett und die in der Hauptrolle ebenfalls für einen Golden Globe und einen Oscar nominierte Judi Dench bieten ein „fesselndes Zusammenspiel“ als Lehrerinnen, deren zunächst freundschaftliche Beziehung sich in eine bittere Auseinandersetzung verwandelt.

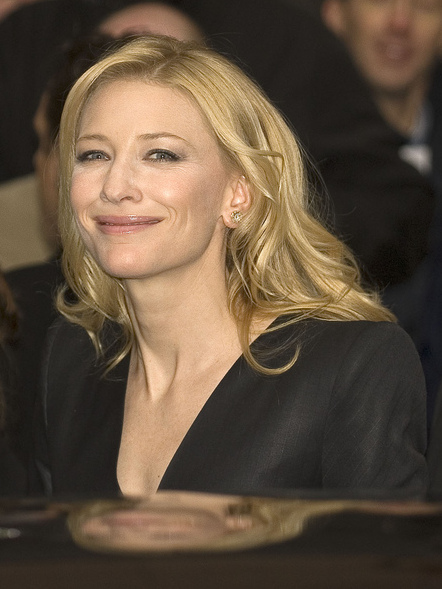
Blanchett auf der Berlinale 2007

2007 drehte Blanchett mit Clive Owen und Geoffrey Rush den Film Elizabeth – Das goldene Königreich, die Fortsetzung von Elizabeth. Das Drama von Regisseur Shekhar Kapur kam am 20. Dezember 2007 in die deutschen Kinos. Noch im selben Jahr wurde sie für ihre Darstellung von Bob Dylan in Todd Haynes’ Filmbiografie I’m Not There mit der Coppa Volpi, dem Darstellerpreis der 64. Filmfestspiele von Venedig, geehrt. Für diese Rolle wurde sie außerdem 2008 mit dem Golden Globe als beste Nebendarstellerin ausgezeichnet.
Blanchett wurde am 22. Januar 2008 für ihre Hauptrolle in Elizabeth – Das goldene Königreich als beste Hauptdarstellerin und für ihre Nebenrolle in I’m Not There als beste Nebendarstellerin jeweils für den Oscar nominiert. Sie zählt damit zu den wenigen Schauspielerinnen, die in einem Jahr zweimal für einen Oscar nominiert waren. Am selben Tag starb Heath Ledger, bei dessen Beerdigung sie die Trauerrede hielt.
2008 spielte sie in Steven Spielbergs Indiana Jones und das Königreich des Kristallschädels die russische Agentin Irina Spalko. Im selben Jahr war sie in David Finchers Der seltsame Fall des Benjamin Button neben Brad Pitt in einer Hauptrolle zu sehen. Für die Darstellung der Daisy erhielt sie eine Nominierung der Broadcast Film Critics Association. 2009 übernahm sie in Robin Hood unter der Regie von Ridley Scott die Rolle der Maid Marian an der Seite von Russell Crowe.
Im Dezember 2008 wurde Blanchett mit einem Stern auf dem Hollywood Walk of Fame geehrt. Es handelt sich dabei um den 2376. Stern, der sich direkt vor Grauman’s Egyptian Theatre auf dem Hollywood Boulevard befindet. Noch in diesem Jahr übernahm sie zusammen mit ihrem Ehemann Andrew Upton die künstlerische Leitung der Sydney Theatre Company (STC). Seitdem drehte sie weniger Filme, in denen sie meist kleinere Rollen übernahm. Für Inszenierungen an der STC konnte Blanchett u. a. Liv Ullmann, Steven Soderbergh und Philip Seymour Hoffman gewinnen. Sie führte das Theater aus den roten Zahlen und verlängerte ihren Vertrag bis 2013. 2012 ging sie als Lotte in Botho Strauß’ Groß und klein auf Tournee und gastierte damit u. a. in London sowie bei den Wiener Festwochen und den Ruhrfestspielen in Recklinghausen.
2012 übernahm Blanchett in den Hobbit-Verfilmungen wieder die Rolle der Elbenherrscherin Galadriel, die sie bereits in der Herr-der-Ringe-Trilogie verkörpert hatte.

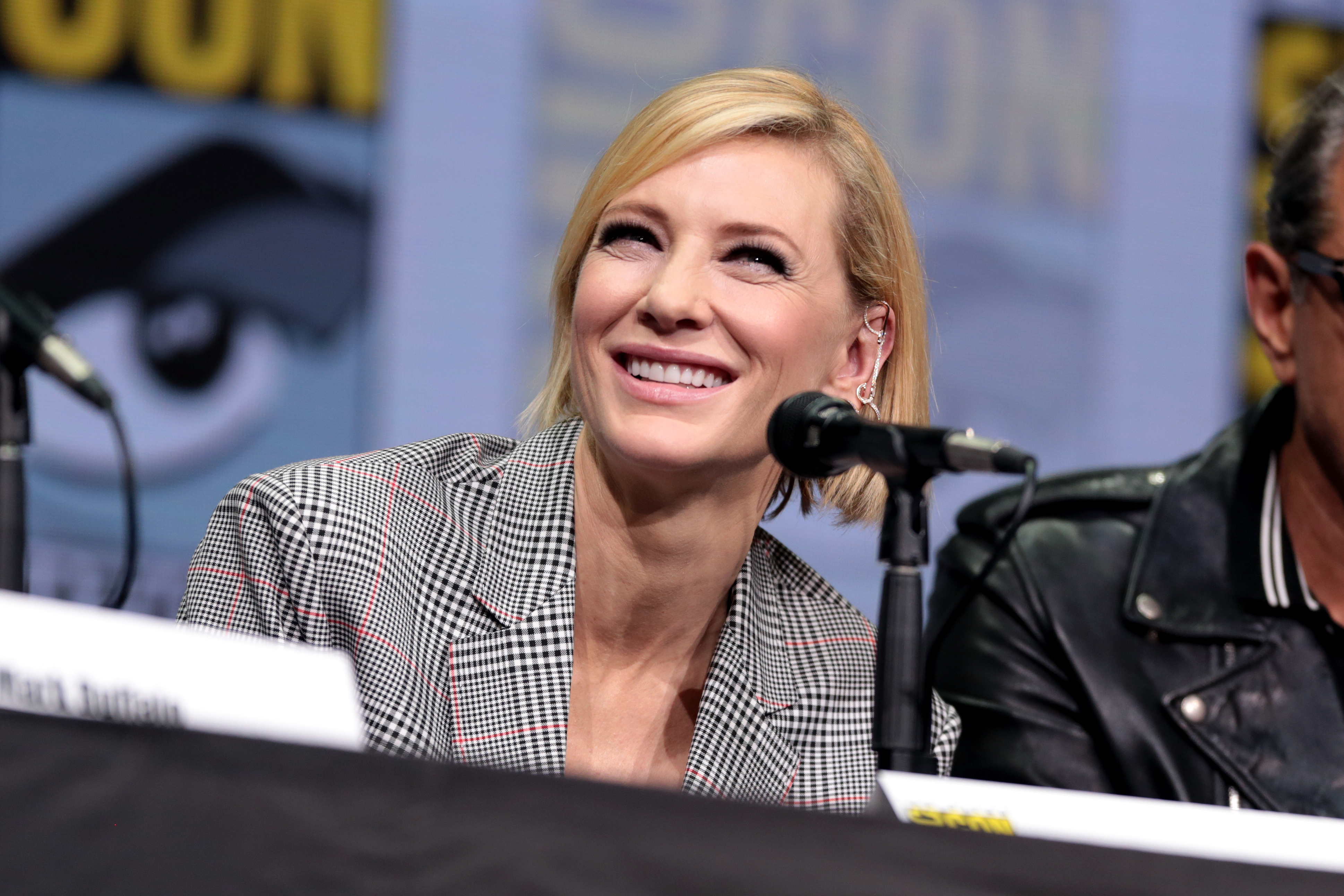
Cate Blanchett auf der San Diego Comic Con 2017

2013 spielte Blanchett in Woody Allens Blue Jasmine eine blasierte Ehefrau in der New Yorker High Society, deren Leben aus den Fugen gerät, als ihr Ehemann wegen Börsenbetrugs zu einer Gefängnisstrafe verurteilt wird. Für diese Rolle wurde sie im März 2014 mit dem Oscar als beste Hauptdarstellerin ausgezeichnet.

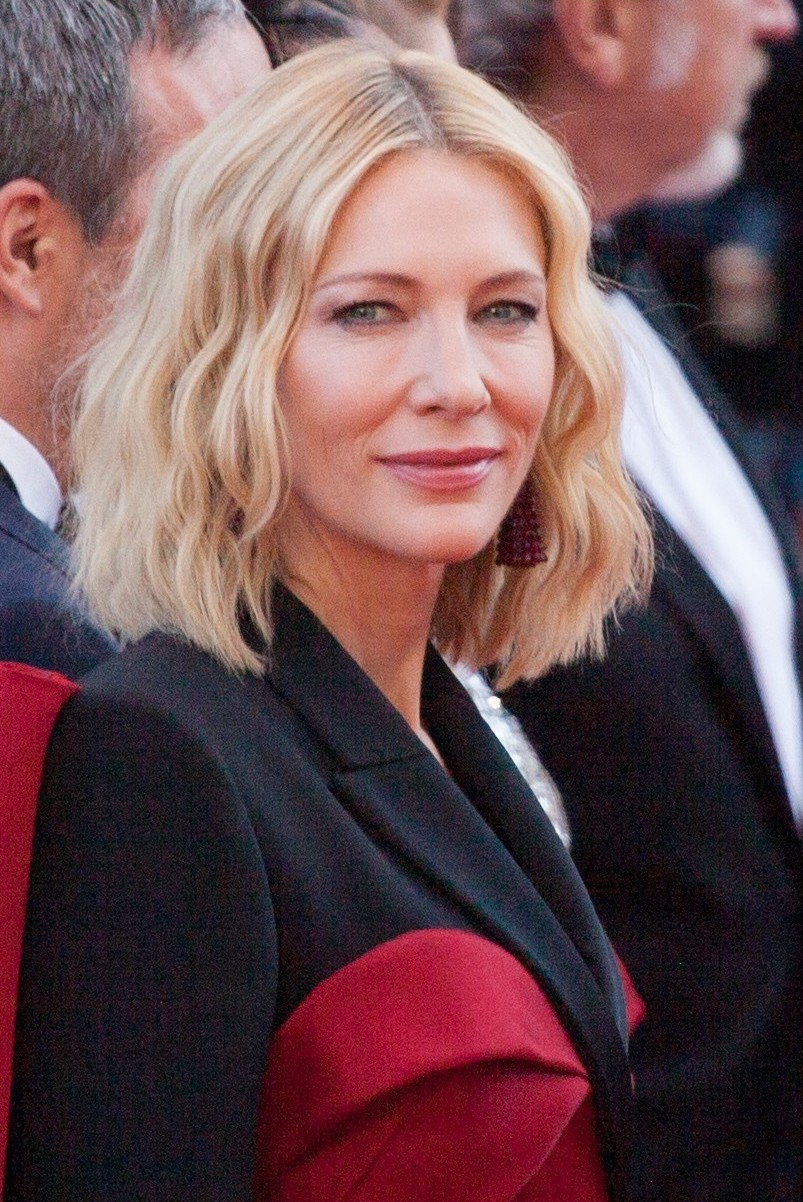
Cate Blanchett 2018 in Cannes

2018 wurde sie als Jurypräsidentin der 71. Internationalen Filmfestspiele von Cannes ausgewählt.
2020 produzierte Blanchett die australische Miniserie Stateless, in der sie in einer Nebenrolle zu sehen ist. Die Serie beruht auf den wahren Begebenheiten um die Flugbegleiterin Cornelia Rau, die Missstände in der australischen Asylpolitik offenbarten. Damit machte Blanchett auf die australische Flüchtlingspolitik aufmerksam. In Australien fand die Erstausstrahlung am 1. März 2020 bei ABC statt. Weltweit wurde die Serie am 8. Juli 2020 bei Netflix veröffentlicht.
Blanchett ist Schirmherrin der internationalen Nichtregierungsorganisation SolarAid. Ihre deutschen Synchronisationen stammten bis 2014 vor allem von Bettina Weiß, Elisabeth Günther oder Arianne Borbach (1962–2024). Seit 2015 hat sich Günther überwiegend als ihre Feststimme etabliert. In der Rolle der Galadriel war in Form des Typecasting Dörte Lyssewski zu hören.
Im Dezember 2021 wurde ihr der Ehrenpreis bei der französischen César-Verleihung 2022 zuerkannt.
Vielfach preisgekrönt wurde ihre Titelrolle in Todd Fields Drama Tár (2022). Für den Part einer gefeierten Dirigentin, gegen die Vorwürfe wegen übergriffigen Verhaltens erhoben werden, gewann sie erneut einen Golden Globe und BAFTA Award und ihre insgesamt achte Oscar-Nominierung.
Im März 2023 wurde sie als eine von zwölf Frauen in die Liste der Women of the Year 2023 des Time-Magazins aufgenommen. Im selben Jahr bekleidete sie eine Hauptrolle in Warwick Thorntons Historiendrama The New Boy.
Im Jahr 2024 wurde sie Mitglied der Europäischen Filmakademie. Im selben Jahr bekleidete Blanchett die Hauptrolle in Alfonso Cuaróns für Apple TV+ konzipierte Miniserie Disclaimer (2024), deren Uraufführung ins Programm des 81. Filmfestivals von Venedig aufgenommen wurde.

## Privatleben
Cate Blanchett ist seit 1997 mit dem australischen Drehbuchautor Andrew Upton (* 1966) verheiratet; sie haben zusammen drei Söhne (* 2001, 2004 und 2008) und eine Adoptivtochter (* 2015). Die Familie lebte mehrere Jahre im englischen Brighton, bevor sie 2007 zurück in die alte Heimat Australien zog und sich dort schließlich in einem Vorort von Sydney niederließ.

## Filmografie (Auswahl)
- 1997: Heiraten ist Glückssache (Thank God He Met Lizzie)
- 1997: Paradise Road
- 1997: Oscar und Lucinda (Oscar and Lucinda)
- 1998: Elizabeth
- 1999: Ein perfekter Ehemann (An Ideal Husband)
- 1999: Turbulenzen – und andere Katastrophen (Pushing Tin)
- 1999: Der talentierte Mr. Ripley (The Talented Mr. Ripley)
- 2000: In stürmischen Zeiten (The Man Who Cried)
- 2000: The Gift – Die dunkle Gabe (The Gift)
- 2001: Die Liebe der Charlotte Gray (Charlotte Gray)
- 2001: Banditen! (Bandits)
- 2001: Der Herr der Ringe: Die Gefährten (The Lord of the Rings: The Fellowship of the Ring)
- 2001: Schiffsmeldungen (The Shipping News)
- 2002: Heaven
- 2002: Der Herr der Ringe: Die zwei Türme (The Lord of the Rings: The Two Towers)
- 2003: Die Journalistin (Veronica Guerin)
- 2003: Coffee and Cigarettes
- 2003: The Missing
- 2003: Der Herr der Ringe: Die Rückkehr des Königs (The Lord of the Rings: The Return of the King)
- 2004: Aviator (The Aviator)
- 2004: Stories of Lost Souls
- 2004: Die Tiefseetaucher (The Life Aquatic with Steve Zissou)
- 2005: Little Fish
- 2006: Babel
- 2006: The Good German – In den Ruinen von Berlin (The Good German)
- 2006: Tagebuch eines Skandals (Notes on a Scandal)
- 2007: Hot Fuzz – Zwei abgewichste Profis (Cameo)
- 2007: I’m Not There
- 2007: Elizabeth – Das goldene Königreich (Elizabeth: The Golden Age)
- 2008: Indiana Jones und das Königreich des Kristallschädels (Indiana Jones and the Kingdom of the Crystal Skull)
- 2008: Der seltsame Fall des Benjamin Button (The Curious Case of Benjamin Button)
- 2010: Robin Hood
- 2011: Wer ist Hanna? (Hanna)
- 2012: Der Hobbit: Eine unerwartete Reise (The Hobbit: An Unexpected Journey)
- 2013: Blue Jasmine
- 2013: Der Hobbit: Smaugs Einöde (The Hobbit: The Desolation of Smaug)
- 2014: Monuments Men – Ungewöhnliche Helden (The Monuments Men)
- 2014: Drachenzähmen leicht gemacht 2 (How to Train Your Dragon 2, Stimme)
- 2014: Der Hobbit: Die Schlacht der Fünf Heere (The Hobbit: The Battle of the Five Armies)
- 2015: Knight of Cups
- 2015: Cinderella
- 2015: Carol
- 2015: Der Moment der Wahrheit (Truth)
- 2015: Manifesto
- 2017: Song to Song
- 2017: Thor: Tag der Entscheidung (Thor: Ragnarok)
- 2018: Ocean’s 8
- 2018: This Changes Everything
- 2018: Das Haus der geheimnisvollen Uhren (The House with a Clock in Its Walls)
- 2018: Mogli: Legende des Dschungels (Mowgli: Legend of the Jungle, Stimme)
- 2019: Drachenzähmen leicht gemacht 3: Die geheime Welt (How to Train your Dragon: The Hidden World, Stimme)
- 2019: Bernadette (Where’d You Go, Bernadette)
- 2020: Mrs. America (Miniserie)
- 2020: Stateless (Fernsehserie, 6 Folgen)
- 2020: Die Simpsons (The Simpsons, Fernsehserie, Folge 31x22 The Way of the Dog, Stimme)
- 2020: Homemade (Fernsehserie, Folge 1x17 Ana Lily Amirpour, Stimme)
- 2021: Staged (Fernsehserie, Folge 2x07 The Loo Reclus)
- 2021: Nightmare Alley
- 2021: Don’t Look Up
- 2022: Tár
- 2022: Guillermo del Toros Pinocchio (Stimme von Spazzatura)
- 2022: The School for Good and Evil (Stimme der Erzählerin)
- 2023: The New Boy
- 2023: Fingernails (als Produzentin)
- 2023: What If…? (Stimme von Hela)
- 2024: Tanz der Titanen (Rumours)
- 2024: Borderlands
- 2024: Disclaimer (Miniserie)
- 2025: Black Bag – Doppeltes Spiel (Black Bag)
- 2025: Squid Game (Fernsehserie, Folge 3x06)

## Auszeichnungen (Auswahl)
Oscar

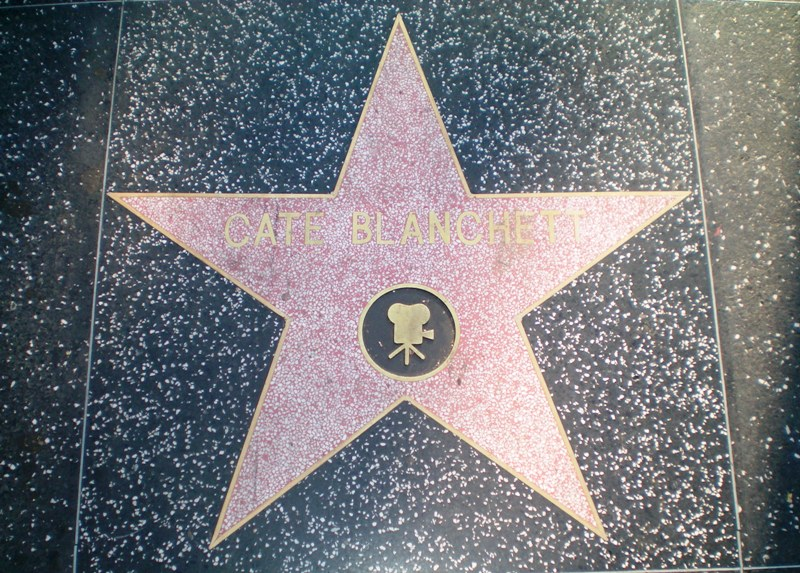
Cate Blanchetts Stern auf dem Hollywood Walk of Fame (2009)

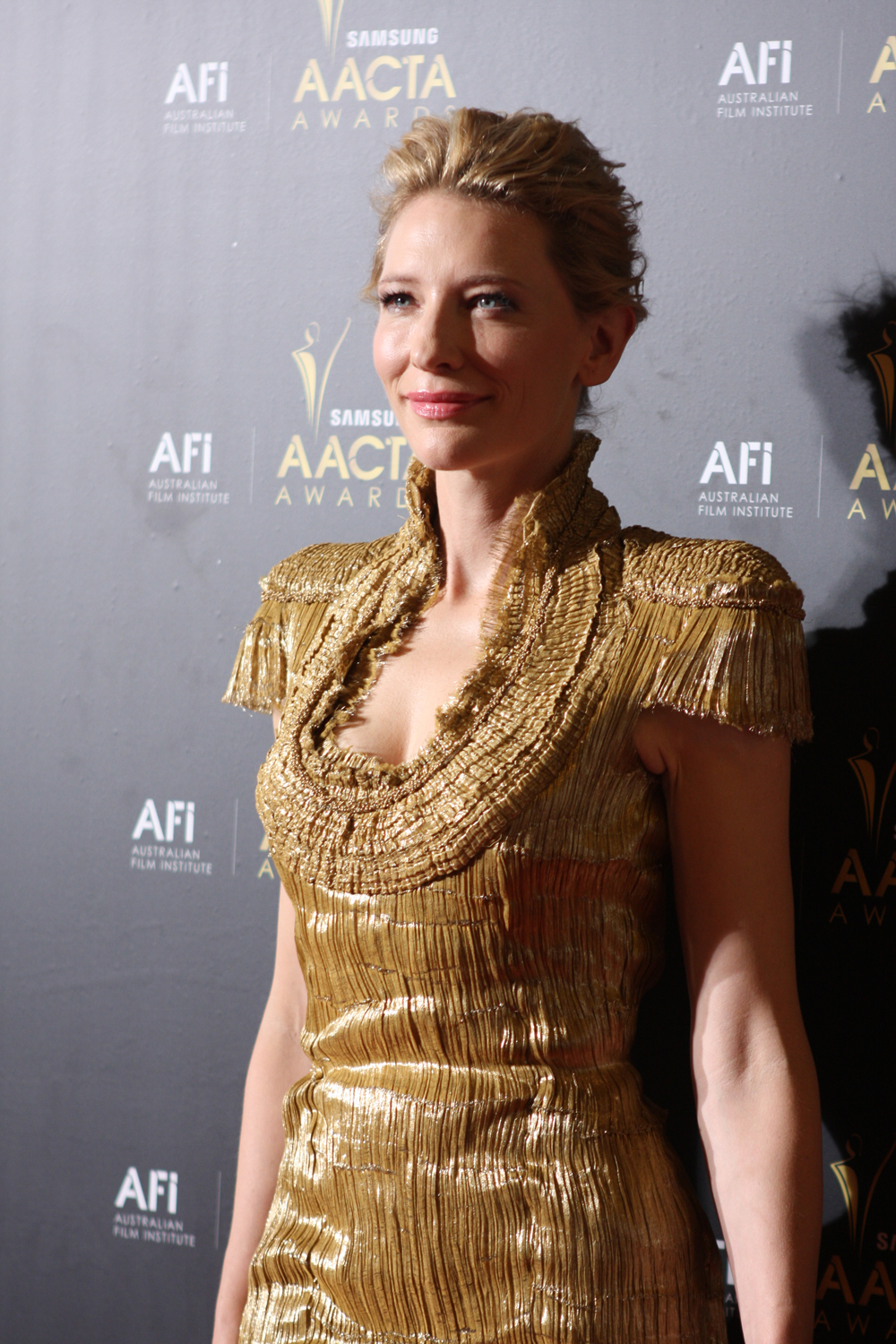
Cate Blanchett bei den Australian Film Institute Awards (2012)

- 1999: Beste Hauptdarstellerin – Elizabeth (Nominierung)
- 2005: Beste Nebendarstellerin – Aviator
- 2007: Beste Nebendarstellerin – Tagebuch eines Skandals (Nominierung)
- 2008: Beste Hauptdarstellerin – Elizabeth – Das goldene Königreich (Nominierung)
- 2008: Beste Nebendarstellerin – I’m Not There (Nominierung)
- 2014: Beste Hauptdarstellerin – Blue Jasmine
- 2016: Beste Hauptdarstellerin – Carol (Nominierung)
- 2023: Beste Hauptdarstellerin – Tár (Nominierung)

Golden Globe
- 1999: Beste Hauptdarstellerin/Drama – Elizabeth
- 2002: Beste Hauptdarstellerin/Komödie oder Musical – Banditen! (Nominierung)
- 2004: Beste Hauptdarstellerin/Drama – Die Journalistin (Nominierung)
- 2005: Beste Nebendarstellerin – Aviator (Nominierung)
- 2007: Beste Nebendarstellerin – Tagebuch eines Skandals (Nominierung)
- 2008: Beste Hauptdarstellerin/Drama – Elizabeth – Das goldene Königreich (Nominierung)
- 2008: Beste Nebendarstellerin – I’m Not There
- 2014: Beste Hauptdarstellerin/Drama – Blue Jasmine
- 2016: Beste Hauptdarstellerin/Drama – Carol (Nominierung)
- 2020: Beste Hauptdarstellerin/Komödie oder Musical – Bernadette (Nominierung)
- 2021: Beste Hauptdarstellerin/Miniserie oder Fernsehfilm – Mrs. America (Nominierung)
- 2023: Beste Hauptdarstellerin/Drama – Tár

British Academy Film Award
- 1999: Beste Hauptdarstellerin – Elizabeth
- 2000: Beste Nebendarstellerin – Der talentierte Mr. Ripley (Nominierung)
- 2005: Beste Nebendarstellerin – Aviator
- 2008: Beste Hauptdarstellerin – Elizabeth – Das goldene Königreich (Nominierung)
- 2008: Beste Nebendarstellerin – I’m Not There (Nominierung)
- 2014: Beste Hauptdarstellerin – Blue Jasmine
- 2016: Beste Hauptdarstellerin – Carol (Nominierung)
- 2023: Beste Hauptdarstellerin – Tár

Screen Actors Guild Award
- 1999: Beste Hauptdarstellerin – Elizabeth (Nominierung)
- 2002: Beste Nebendarstellerin – Banditen! (Nominierung)
- 2004: Bestes Schauspielerensemble – Der Herr der Ringe: Die Rückkehr des Königs
- 2005: Beste Nebendarstellerin – Aviator
- 2007: Beste Nebendarstellerin – Tagebuch eines Skandals (Nominierung)
- 2008: Beste Hauptdarstellerin – Elizabeth – Das goldene Königreich (Nominierung)
- 2008: Beste Nebendarstellerin – I’m Not There
- 2014: Beste Hauptdarstellerin – Blue Jasmine
- 2016: Beste Hauptdarstellerin – Carol (Nominierung)

Empire Award
- 1999: Beste Neuentdeckung – Elizabeth (Nominierung)
- 1999: Beste Darstellerin – Elizabeth
- 2003: Beste Darstellerin – Die Journalistin (Nominierung)
- 2007: Beste Darstellerin – Elizabeth – Das goldene Königreich (Nominierung)

Chlotrudis Award
- 1999: Beste Hauptdarstellerin – Elizabeth
- 2000: Beste Nebendarstellerin – Ein perfekter Ehemann (Nominierung)
- 2005: Beste Nebendarstellerin – Coffee and Cigarettes (Nominierung)
- 2008: Beste Nebendarstellerin – I’m Not There

National Board of Review Award
- 2001: Beste Nebendarstellerin – In stürmischen Zeiten, Der Herr der Ringe: Die Gefährten, Schiffsmeldungen

New York Film Critics Circle Award
- 2013: Beste Hauptdarstellerin – Blue Jasmine

Satellite Award
- 1998: Beste Hauptdarstellerin/Drama – Elizabeth
- 1999: Beste Nebendarstellerin/Komödie oder Musical – Ein perfekter Ehemann (Nominierung)
- 2001: Beste Hauptdarstellerin/Drama – Die Liebe der Charlotte Gray (Nominierung)
- 2004: Beste Nebendarstellerin/Drama – Aviator (Nominierung)
- 2006: Beste Nebendarstellerin – Tagebuch eines Skandals (Nominierung)
- 2007: Beste Hauptdarstellerin/Komödie oder Musical – I’m Not There (Nominierung)
- 2015: Beste Hauptdarstellerin – Carol (Nominierung)

Critics’ Choice Movie Award
- 1998: Beste Hauptdarstellerin – Elizabeth
- 2004: Beste Nebendarstellerin – Aviator (Nominierung)
- 2006: Beste Nebendarstellerin – Tagebuch eines Skandals (Nominierung)
- 2007: Beste Nebendarstellerin – I’m Not There (Nominierung)
- 2007: Beste Hauptdarstellerin – Elizabeth – Das goldene Königreich (Nominierung)
- 2008: Beste Hauptdarstellerin – Der seltsame Fall des Benjamin Button (Nominierung)
- 2014: Beste Hauptdarstellerin – Blue Jasmine
- 2016: Beste Hauptdarstellerin – Carol (Nominierung)

Internationale Filmfestspiele von Venedig
- 2007: Coppa Volpi, Beste Darstellerin – I’m Not There
- 2022: Coppa Volpi, Beste Darstellerin – Tár[20]

Zurich Film Festival
- 2019: Golden Icon Award

Festival Internacional de Cine de San Sebastián
- 2024: Donostia Award[21]

Goldene Himbeere
- 2025: Schlechteste Schauspielerin – Borderlands (Nominierung)